# 서든어택
《서든어택》(Sudden Attack)은 넥슨지티(전 게임하이)가 개발한 온라인 1인칭 슈팅 게임이다.

## 게임플레이
일반 게임에서는 레드, 블루와 같이 2개의 팀으로 게임이 진행된다. 레드팀은 Tanzirilo Independence Force이고, 블루팀은 United Great Force이다.
생존모드 라는 맵도 있다: 시범단지, 파이널존, 제32구역, 아포칼립스, 제3보급구역를 말한다. 시범단지와 제32구역은 개인 생존 모드, 파이널존은 2인이 서로 한 팀을 맺어 생존을 하는 맵이고 , 제3보급구역은 개인전과 팀전 모두를 플레이할 수 있다. 생존 모드는 맵에 아이템이 드랍되어 있다. 이 것을 파밍하며 생존하는 것이다. 시간이 지날 수록 경기 구역은 좁아지게 된다.
아포칼립스는 개인전이며 라운드마다 재난에서 살아남으면 점수를 얻는다. 이 점수를 500점 이상 채우면 1위를 차지한다.
3가지 유형의 게임 화폐가 존재한다: 캐시, SP, 포인트. 캐시는 실제 돈에 기반을 두며 휴대전화 지불, 계좌 이체 등을 통해 교환하는 방식이다. 포인트는 게임을 플레이하면서 얻을 수 있다. SP는 게임 이벤트를 통해 받거나 서든어택 플리마켓이라는 곳에서 거래 가능한 아이템을 판매하여 얻을 수 있다.

## 논란
- 서든어택이 2012년 9월 20일에 출시한 신규맵 '알파존', '베타존', '감마존'이 미국 밸브 코퍼레이션 사의 비디오 퍼즐 게임 《포탈》을 표절했다는 논란에 휩싸였다. 넥슨측은 '타 게임과 유사성 논란이 있어' 서비스를 중지하고 수정 및 보완작업 등 필요한 조치를 취할 예정이라고 밝혔다.[4]

## 같이 보기
- 넥슨
- 넥슨 코리아
- 이스포츠
- OGN